# FC Zhemchuzhina-Sochi
El FC Zhemchuzhina-Sochi (en ruso: ФК Жемчужина-Сочи) fue un club de fútbol ruso profesional de la ciudad de Sochi, fundado en 1991 y que desapareció en 2012. El club disputaba sus partidos como local en el Estadio Central de Sochi y en la temporada 2011/12 disputaba la Primera División de Rusia, el segundo nivel en el sistema de ligas del país, hasta que decidió retirarse por motivos económicos.

## Historia
El Zhemchuzhina Sochi fue fundado en 1991 y debe su nombre al hotel que poseía uno de los fundadores. Zhemchuzhina en ruso significa "una perla". La primera temporada del club fue en la Segunda Liga Soviética B y fue reubicado en la Primera División de Rusia tras la disolución de la Unión Soviética en 1992. El Zhemchuzhina ganó su división regional y logró ascender a la Liga Premier, la máxima competición del país, en la que permaneció siete temporadas (1993-1999). En 2000 descendió a Primera División y después a la Segunda División, hasta que el club desapareció en 2003 por problemas financieros.
En 2004 se fundó un nuevo club, el Sochi-04, que tomó el lugar del Zhemchuzhina. El antiguo entrenador del club, Oleg Shinkaryov, se convirtió en el presidente del Sochi-04.

### Refundación
En 2007 el club reapareció como Zhemchuzhina-A y Arsen Naydyonov se convirtió en entrenador y vicepresidente del club. El Zhemchuzhina-A jugó en la Liga Amateur de la zona sur, la cuarta división, en 2007. Finalizó segundo en su liga y ascendió a la zona sur de la Segunda División en 2008. Ese mismo año, el club fue renombrado FC Zhemchuzhina-Sochi. El nuevo equipo ascendió a la Primera División, el segundo nivel de ligas, en 2010 tras nueve años de ausencia. Sin embargo, en agosto de 2011 el equipo se retiró por problemas económicos.

## Estadísticas
| Temporada | Div.                     | Pos. | PJ | PG | PE | PP | GF | GC | Ptos. | Copa  | Europa | Europa | Goleador (liga)                | Entrenador            |
| --------- | ------------------------ | ---- | -- | -- | -- | -- | -- | -- | ----- | ----- | ------ | ------ | ------------------------------ | --------------------- |
| 1991      | Segunda Liga Soviética B | 1    | 42 | 27 | 10 | 5  | 91 | 33 | 64    | —     | —      | —      | Makeev - 24                    | Naydyonov             |
| 1992      | 2ª, "Oeste"              | 1    | 34 | 24 | 5  | 5  | 84 | 40 | 53    | —     | —      | —      | Gogrichiani - 26               | Naydyonov             |
| 1993      | 1º                       | 13   | 34 | 10 | 10 | 14 | 52 | 62 | 30    | R64   | —      | —      | Gogrichiani - 13               | Naydyonov             |
| 1994      | 1º                       | 9    | 30 | 8  | 11 | 11 | 44 | 48 | 27    | R32   | —      | —      | Filimonov - 9                  | Naydyonov             |
| 1995      | 1º                       | 13   | 30 | 8  | 4  | 18 | 36 | 69 | 28    | R16   | —      | —      | Bogatyryov - 10                | Naydyonov             |
| 1996      | 1º                       | 15   | 34 | 10 | 6  | 18 | 38 | 57 | 36    | R16   | —      | —      | 3 Jugadores - 6                | Naydyonov             |
| 1997      | 1º                       | 14   | 34 | 11 | 7  | 16 | 38 | 51 | 40    | R32   | —      | —      | Gogrichiani - 7                | Naydyonov             |
| 1998      | 1º                       | 13   | 30 | 9  | 8  | 13 | 31 | 48 | 35    | R32   | —      | —      | Gogrichiani - 4 Kutarba - 4    | Baidachny             |
| 1999      | 1º                       | 15   | 30 | 5  | 11 | 14 | 29 | 55 | 26    | R16   | —      | —      | Demenko - 5 Kovalenko - 5      | Baidachny Antikhovich |
| 2000      | 2ª                       | 17   | 38 | 12 | 7  | 19 | 48 | 70 | 43    | R32   | —      | —      | Gogrichiani - 7 Suleimanov - 7 | Naydyonov             |
| 2001      | 3ª, "Sur"                | 9    | 38 | 16 | 6  | 16 | 59 | 47 | 54    | R32   | —      | —      | Avetisyan - 18                 | Sekech                |
| 2002      | 3ª, "Sur"                | 11   | 40 | 16 | 6  | 18 | 60 | 51 | 54    | R256  | —      | —      | Nikulin - 12                   | Suleymanov            |
| 2003      | 3ª, "Sur"                | 18   | 38 | 9  | 5  | 24 | 36 | 66 | 32    | R512  | —      | —      | Guguyev - 12                   | Naydyonov Bondaruk    |
| 2004      | —                        | —    | —  | —  | —  | —  | —  | —  | —     | R512  | —      | —      |                                |                       |
| 2004–2007 |                          |      |    |    |    |    |    |    |       |       |        |        |                                |                       |
| 2007      | 4ª, "Sur"                | 2    | 30 | 19 | 3  | 8  | 53 | 27 | 60    | —     | —      | —      |                                | Naydyonov             |
| 2008      | 3ª, "Sur"                | 6    | 34 | 14 | 12 | 8  | 48 | 30 | 54    | —     | —      | —      | Pinchuk - 15                   | Gogrichiani           |
| 2009      | 3ª, "Sur"                | 1    | 34 | 29 | 2  | 3  | 91 | 22 | 89    | R1024 | —      | —      | Dubrovin - 22                  | Vasilenko             |
| 2010      | 2ª                       | 8    | 38 | 16 | 9  | 13 | 45 | 44 | 57    | R64   | —      | —      | Zebelyan - 6 Demenko - 6       | Vasilenko Sanaya      |

## Jugadores

### Jugadores destacados
| - Denis Boyarintsev - Maksim Demenko - Olexandr Gorshkov - Lyubomir Kantonistov - Arsen Avetisyan - Eduard Partsikyan - Tigran Petrosyan - Manuk Kakosyan - Robert Zebelyan - Kazemır Qudiyev | - Nazim Suleymanov - Vital Bulyga - Konstantin Kovalenko - Gennady Tumilovich - Uladzimir Zhuravel - Ricardo Baiano - Marek Čech - Michal Papadopulos - Gocha Gogrichiani - Zurab Ionanidze - Davit Janashia | - David Khmelidze - Dimitri Kudinov - Ruslan Baltiev - Kazbek Geteriev - Konstantin Ledovskikh - Serghei Covalciuc - Denis Knitel - Alexandr Mukanin - Farkhod Vasiev - Andriy Vasylytchuk - Vladimir Shishelov |